# Baileychromis
Baileychromis là chi (sinh học) đơn của họ Cá hoàng đế. Loài duy nhất, Baileychromis centropomoides, là loài đặc hữu vùng Hồ Tanganyika ở Đông Phi.